# Suzhou Zhongnan Center
Das Suzhou Zhongnan Center (chinesisch 苏州中南中心) ist ein sich im Bau befindlicher Wolkenkratzer in Suzhou nahe Shanghai in der chinesischen Provinz Jiangsu, der eine Höhe von 499 m erreichen soll. Ursprünglich sollte er eine Höhe von 729 m haben. Damit wäre das Gebäude das dritthöchste der Welt gewesen. Das Suzhou Zhongnan Center liegt in der Innenstadt Suzhous, westlich des Jinjisee. Das Gebäude und der umgebende Plaza wird Teil eines großen Stadtentwicklungsprojektes, des Suzhou Industrial Parks (SIP).

## Verkehr
Das Suzhou Zhongnan Center wird mit der Linie 1 der U-Bahn Suzhou zu erreichen sein (Station Dongfangzhimen).